# Тапа (аэродром)
Та́па — военный аэродром в уезде Ляэне-Вирумаа Эстонии, расположенный на южной окраине города Тапа.
Построен к 1941 г.; изначально предназначался для базирования истребителей, истребителей-бомбардировщиков и вертолётов. Во времена СССР был способен принимать самолёты Ту-134, Ан-12, Ан-26, Ан-24, Ил-18 и Ил-76. В независимой Эстонии по прямому назначению не используется.

## Предвоенный период и Вторая мировая война
Ходатайство об использовании территории у города Тапа для постройки военного аэродрома подавалось ещё Силами обороны Эстонской республики в конце 1930-х годов.
Но непосредственно строительство аэродрома, изначально назначенного «оперативным» — для манёвров авиационных частей ПрибОВО, началось только осенью 1940 года — прибывшими сюда частями Красной Армии (КА). Сперва — 2-м инженерно-аэродромным батальоном КА с привлечением сил 11-й стрелковой дивизии. Строительство продвигалось довольно медленно; поэтому прежних строителей в марте 1941 года сменил строительный батальон ГУАС НКВД. На аэродроме с самого начала возводилась взлётно-посадочная полоса с искусственным покрытием (ИВПП).
По северному краю лётного поля проходила железнодорожная ветка.
К началу Великой Отечественной войны 1941—1945 годов на аэродроме авиационные части ещё не базировались. В ходе боёв 1941 года аэродром также не использовался ни ВВС Красной Армии, ни Люфтваффе — сказалось быстрое продвижение линии фронта в этих местах.
4 марта 1944 года вылетевший с аэродрома Гатчина пикирующий бомбардировщик Пе-2 58 Краснознамённого бомбардировочного авиаполка 276 бомбардировочной дивизии 13 воздушной армии Ленинградского фронта, экипаж М. Ершова, произвёл аэрофотосъёмку аэродрома Тапа и железнодорожной станции. Самолёты обнаружены не были.
Упоминаются налёты с конца марта 1944 года на объекты города Тапа (железнодорожную станцию, аэродром) самолётов 102-го авиационного полка дальнего действия ВВС РККА (капитан Т. Гаврилов) с аэродрома Пушкин; потери при этом не упоминаются.
Позже, по приближении линии фронта, Тапа являлся аэродромом подскока охранявших важный железнодорожный узел немецких истребителей FW 190 I группы 54-й истребительной эскадры, базировавшейся на соседнем аэродроме Везенберг.
Аэрофотосъёмка аэродрома Тапа производилась также 19 июня 1944 года парой истребителей Ла-5, ведущий — лейтенант Аркадий Селютин, 4-й Гвардейский истребительный авиаполк ВВС КБФ.
К концу периода немецкой оккупации, в июле-сентябре 1944 года, здесь находились подразделения «помощников ПВО» (эстонские добровольцы 15—20 лет, обслуживавшие зенитные орудия и прожектора частей Люфтваффе).

### Воздушный бой 1944 года
Известен один большой воздушный бой самолётов с аэродрома Тапа.
Советской авиацией периодически совершалась авиаразведка железнодорожной станции «Тапа». Утром 26 июля 1944 года разведчик 58-го бомбардировочного авиаполка младший лейтенант Корыстылев на самолете Пе-2 обнаружил на железнодорожном узле большое скопление вагонов. Для нанесения по станции массированного бомбардировочного удара вечером того же дня вылетел 51 самолет Пе-2 34-го гвардейского и 58-го бомбардировочных авиаполков под прикрытием 15 истребителей 2-го гвардейского Ленинградского истребительного авиакорпуса ПВО. На станции в это время стояло шесть эшелонов, а над ними патрулировали немецкие истребители. В результате налёта было разбито и повреждено до 70 железнодорожных вагонов, разбит паровоз, разрушено 8 складских помещений и станционное здание, повреждено более 300 м железнодорожного пути. Важный железнодорожный узел был выведен из строя на 12—15 часов.
Обратный путь для бомбардировщиков оказался особенно трудным. Сопровождавшие их истребители при отходе от цели оказались связанными воздушным боем, в итоге Пе-2 остались без прикрытия. После удара по железнодорожному узлу они развернулись в сторону аэродрома базирования немецких истребителей, к тому же не успев собраться в плотный боевой строй, чем ослабили свою обороноспособность. Советские бомбардировщики непрерывно подвергались атакам фашистских истребителей, преследующих их до линии фронта. В ходе воздушного боя советские экипажи подожгли 6 самолетов; немецким истребителям удалось сбить 9 бомбардировщиков Пе-2.

## Мирный период, СССР

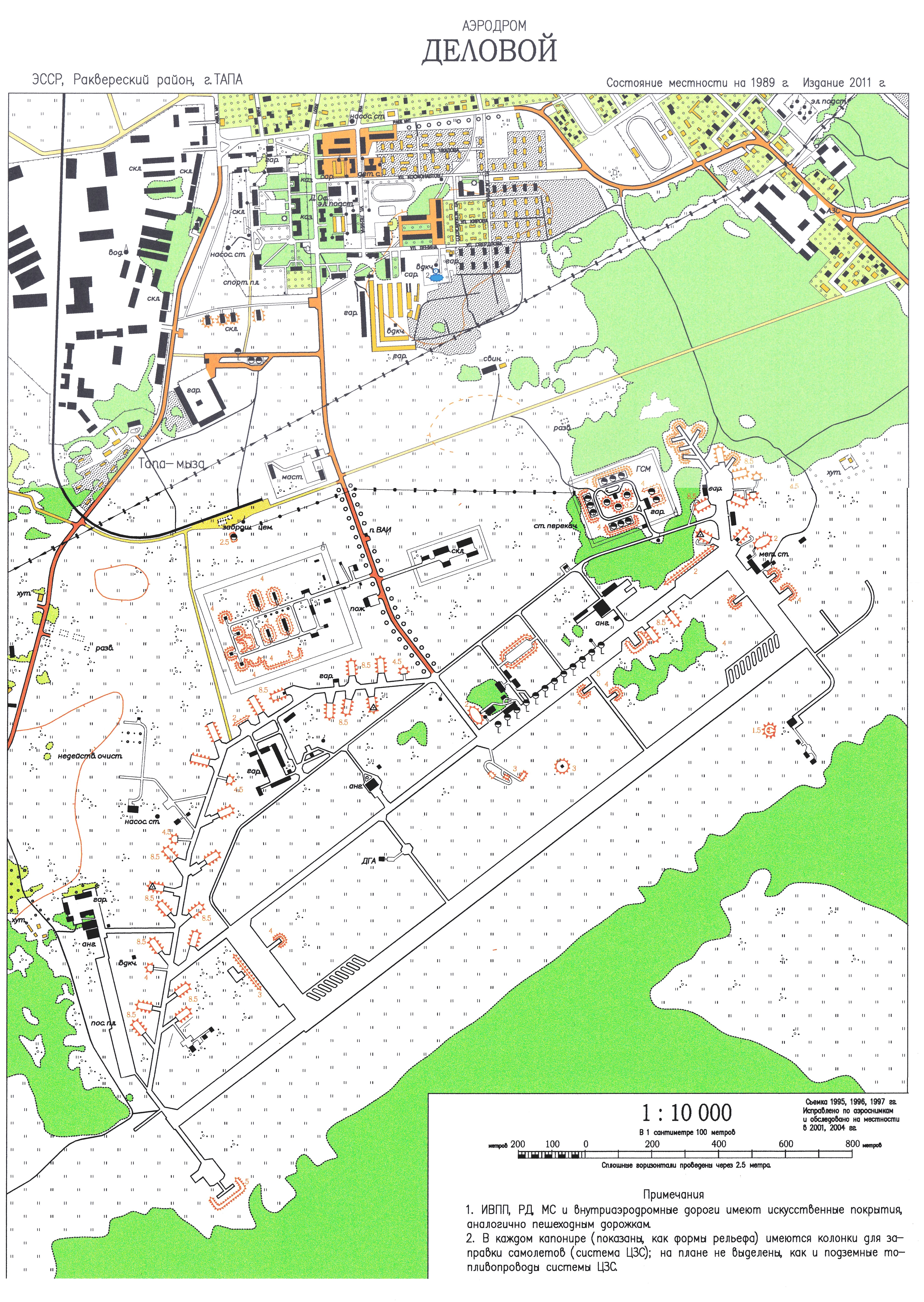
Топографический план аэродрома
(«Деловой» — позывной аэродрома Тапа и обозначение на картах ВВС СССР)

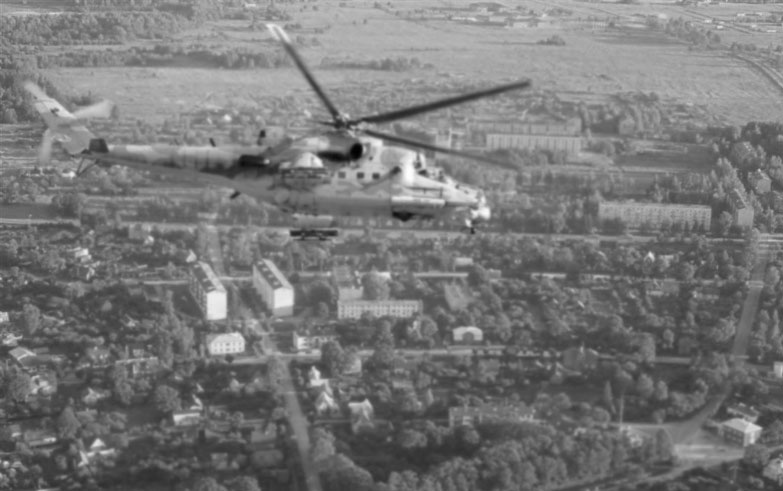
Ми-24 384-й овэ над городом. На заднем плане (частично закрыта вертолётом) — жилая зона аэродрома

После войны в ходе реконструкций лётное поле расширялось. Весной 1952 года на аэродроме начались работы по реконструкции ИВПП и строительству рулёжных дорожек и мест стоянок летательных аппаратов с искусственным покрытием. Построены новые здания в казарменной (здание штаба, казармы, лётная и солдатская столовые, спортзал, баня и прачечная) и жилой (жилые двухэтажные дома, здесь же лазарет и амбулатория) зонах. В конце того же года на цементобетонные плиты (монолитной конструкции) взлётно-посадочной полосы размером 2000×50 м приземлились реактивные истребители МиГ-17 вновь сформированной на аэродроме 81-й истребительной авиационной дивизии ПВО. На аэродроме, помимо штаба дивизии, базировались полки дивизии:
- 609-й истребительный авиационный полк ПВО;
- 655-й истребительный авиационный полк ПВО;
- 656-й истребительный авиационный полк ПВО,

на самолетах МиГ-17. В 1960-м году дивизия была расформирована. На аэродроме остался 656-й иап, перешедший в том же году на истребители Су-9.
Железнодорожная ветка была частично разобрана. В 1960-е годы на аэродроме были построены вертолётные площадки. ИВПП удлинена — к её юго-западному порогу был пристроен участок 400×40 м. В 1972—1973 годах на лётном поле возведены арочные укрытия для самолётов (истребителей и истребителей-бомбардировщиков), оснащённые системой централизованной заправки самолётов (ЦЗС) топливом.
Позывной аэродрома, обозначение его на лётных картах — «Деловой».
В 1977 году в 656-й авиаполк прибыли новые самолёты — истребители МиГ-23.
Аэродром периодически использовался самолётами военно-транспортной авиации, прилетавшими из Ленинграда (аэродром Горелово).

### Катастрофа 1977 года
19 апреля 1977 года шедший на посадку военно-транспортный Ан-24Т задел трубу спиртзавода в посёлке Моэ, расположенном в полосе воздушных подходов аэродрома Тапа. Из-за полученных повреждений самолёт упал, не долетев до аэродрома около 2,5 км. Все находившиеся на борту 26 человек (19 летчиков и 2 техника 656-го иап, 5 членов экипажа) погибли. На месте падения самолёта в посёлке Моэ был установлен памятник.

### 1980-е годы
В 1980-е годы, до момента выхода Эстонии из состава СССР, на аэродроме базировались 656-й истребительный авиаполк (истребители МиГ-23), 384-я отдельная вертолётная эскадрилья (Ми-24, Ми-8) 6-й армии ВВС и ПВО, а также части обеспечения полётов — авиационно-техническая база, отдельный батальон радиотехнического обеспечения.

#### Полёт Руста
28 мая 1987 года с аэродрома Тапа по тревоге два раза вылетали дежурные истребители на перехват цели 8255. В 14:29 пилот МиГ-23МЛД старший лейтенант А. Пучнин доложил, что в разрыве облаков наблюдает «спортивный самолёт типа Як-12 белого цвета с тёмной полосой вдоль фюзеляжа». Приказа об уничтожении цели так и не поступило, в итоге этот самолёт — «Сессна» Матиаса Руста — совершил посадку в Москве на Красной площади.

#### Авария 1988 года
В июне 1988 года при полётах 656-го иап случилась авария: в воздухозаборник идущего на посадку с восточного подхода МиГ-23МЛД (пилот Слипкань) попала птица. Произошло снижение тяги двигателя; самолёт не долетел до порога ИВПП 1500 м: ударился о землю возле проходящего через полосу воздушных подходов шоссе Тапа — Рейневере, «перепрыгнул» через шоссе, упал и сгорел перед БПРМ. Пилот успел катапультироваться, обошлось без человеческих жертв.

### Экологические проблемы
К концу 1980-х годов из проржавевших подземных топливопроводов ЦЗС происходила значительная утечка керосина, который в результате оседал на водоносных слоях грунта и выкачивался с водой колонками близлежащих огородов. Очистка грунтовых вод была произведена в начале 1990-х годов, уже после ухода российских войск.

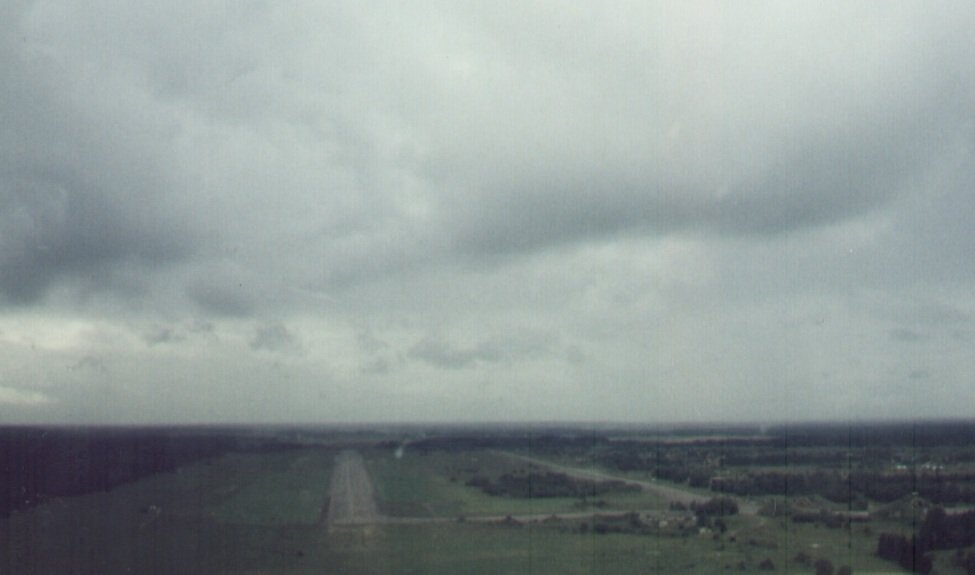
Впереди — ИВПП аэродрома Тапа. Вид из кабины самолёта, идущего на посадку
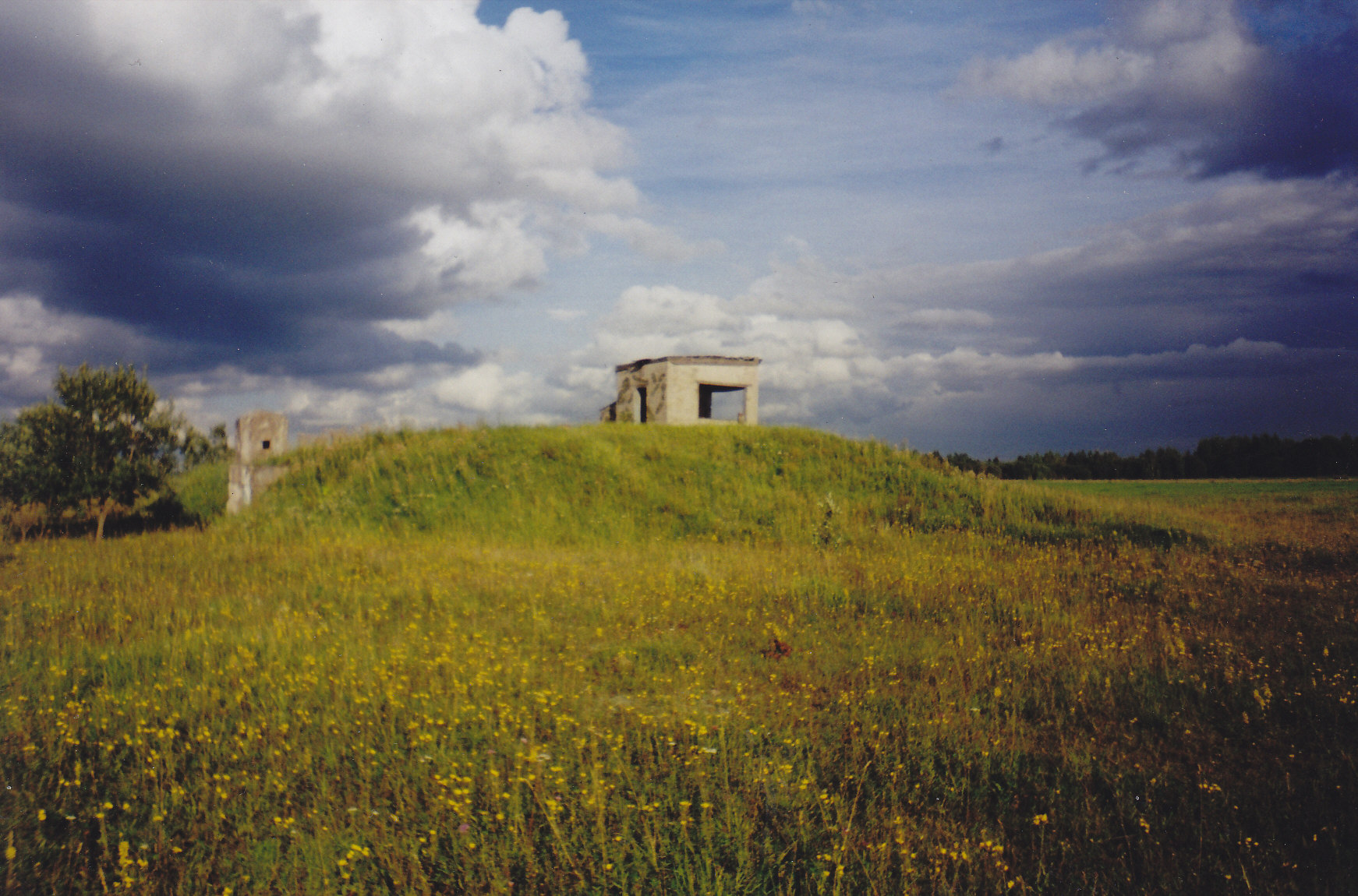
Командно-диспетчерский пункт
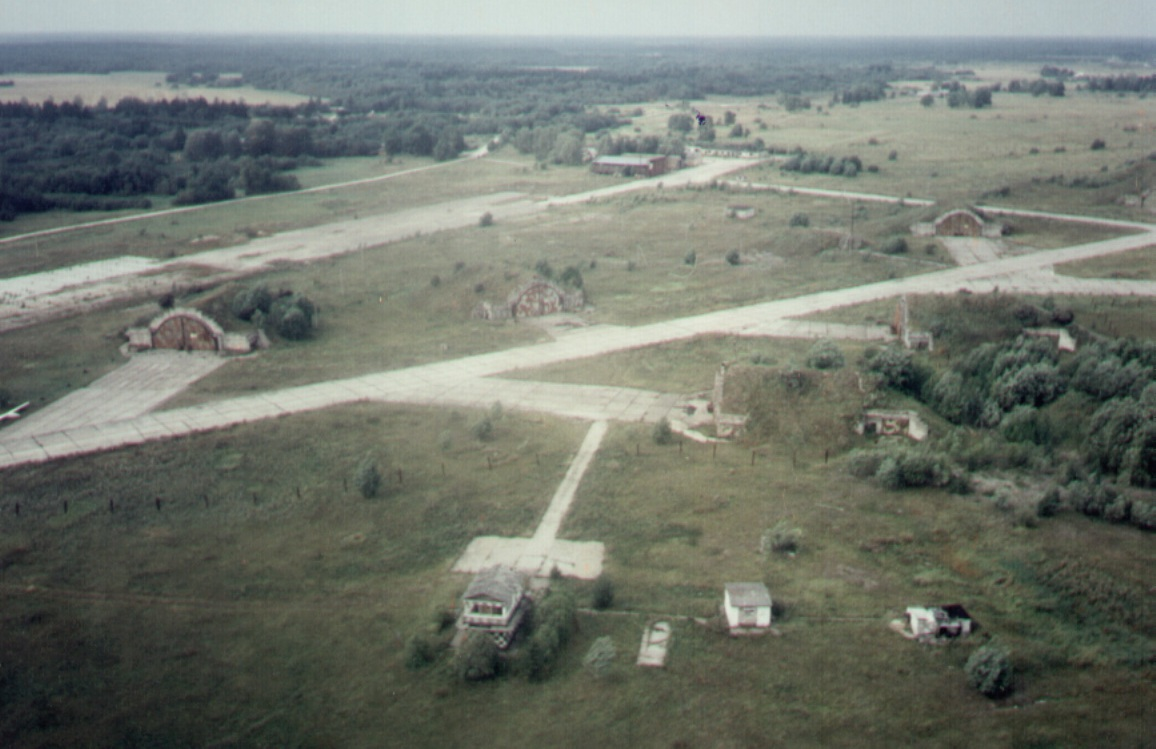
Вертолётные площадки, арочные укрытия, стартовый командный пункт южного подхода (СКП-Ю)
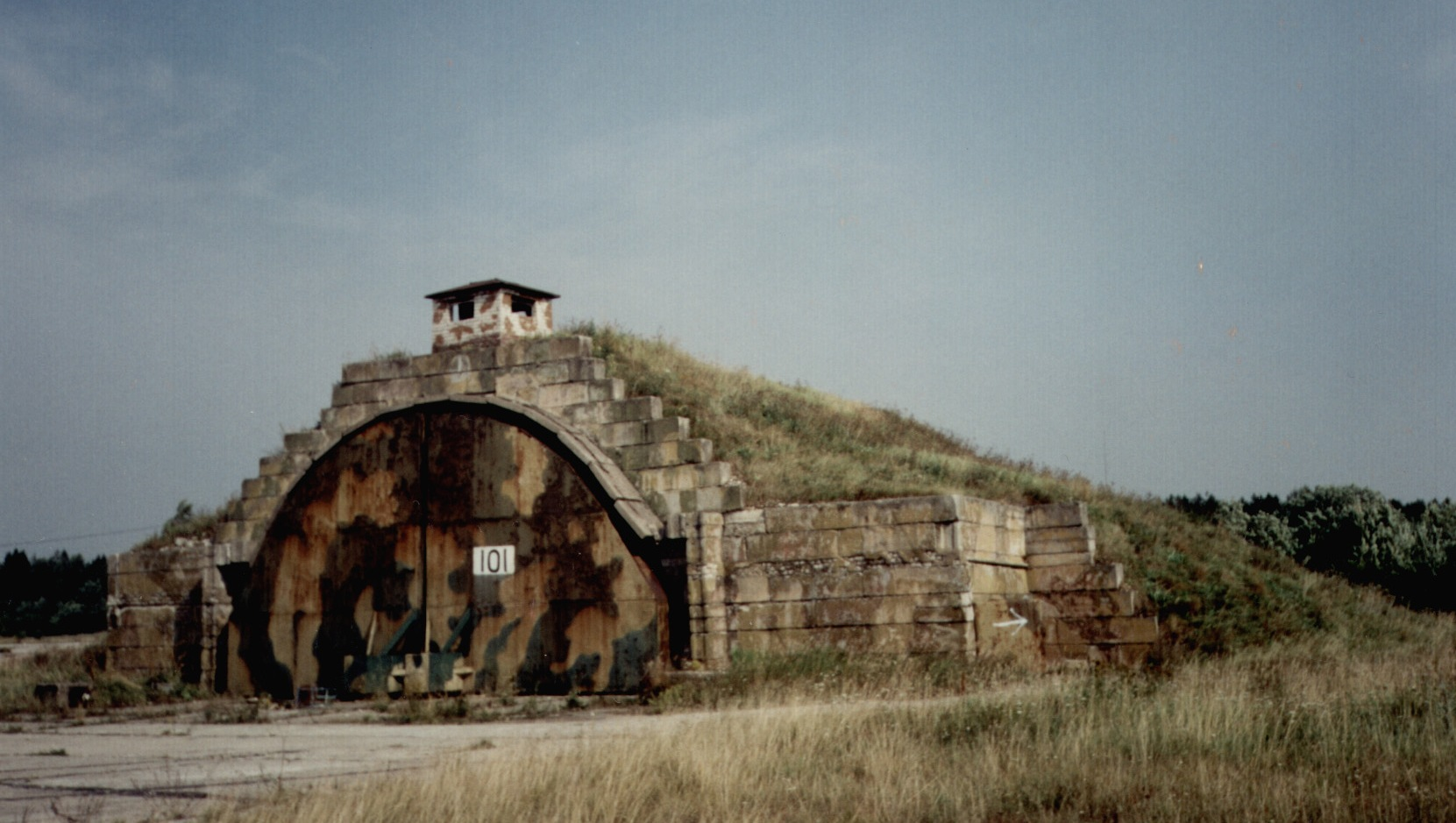
Арочное укрытие
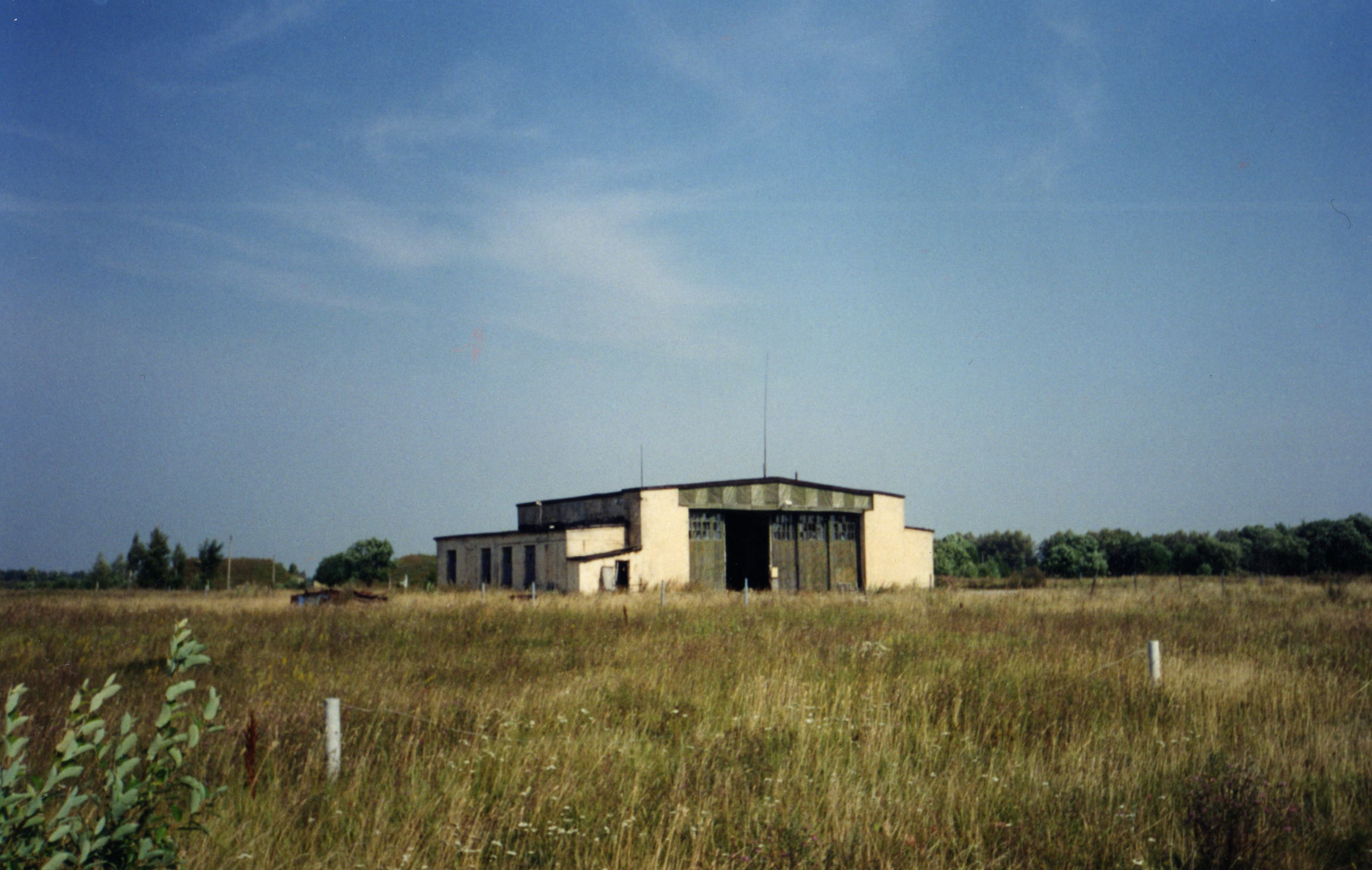
Ангар на лётном поле
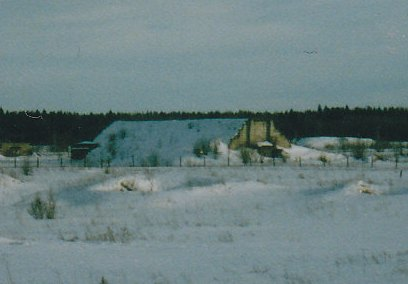
Удлинённое арочное укрытие
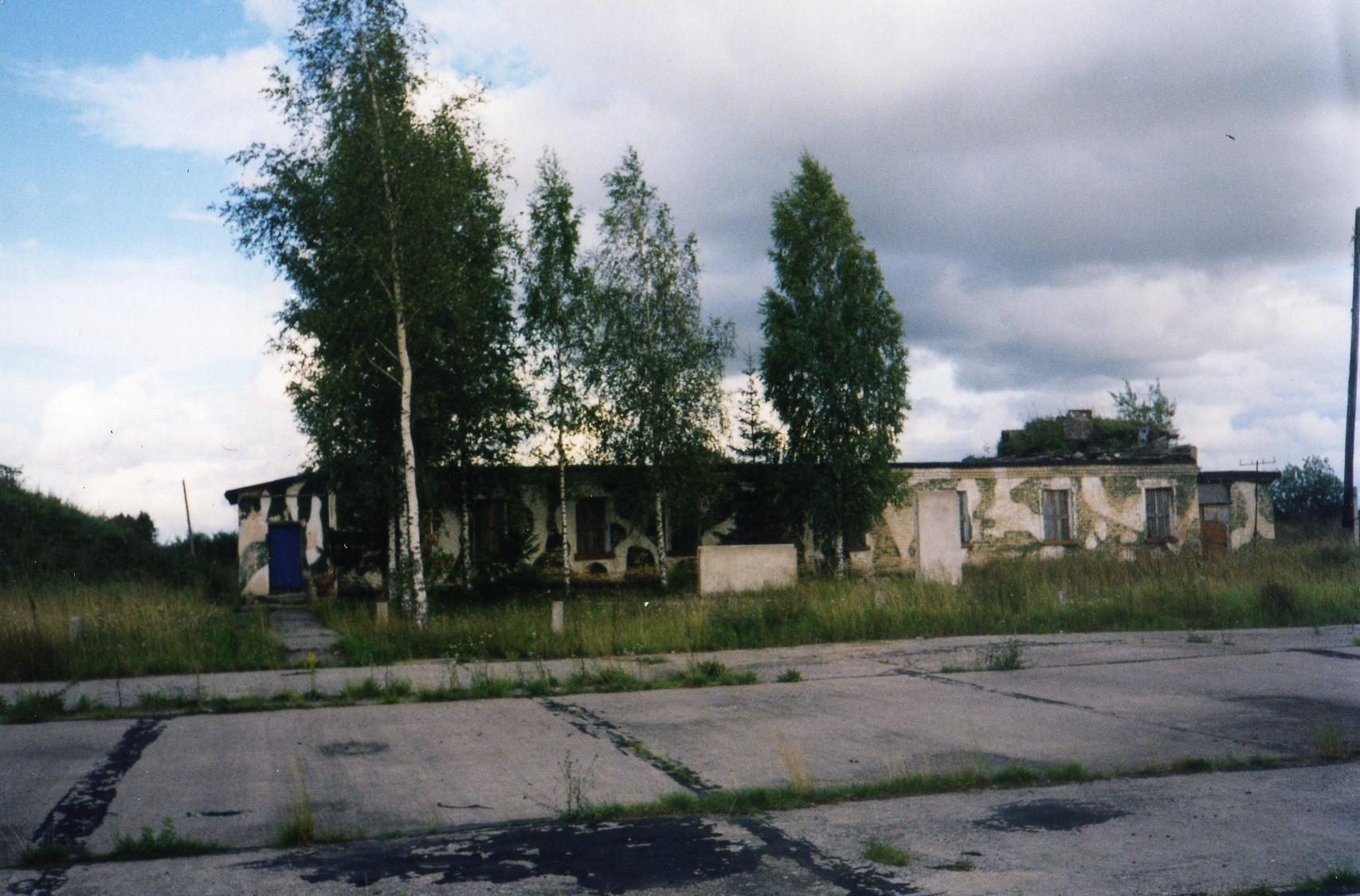
Эскадрильское здание
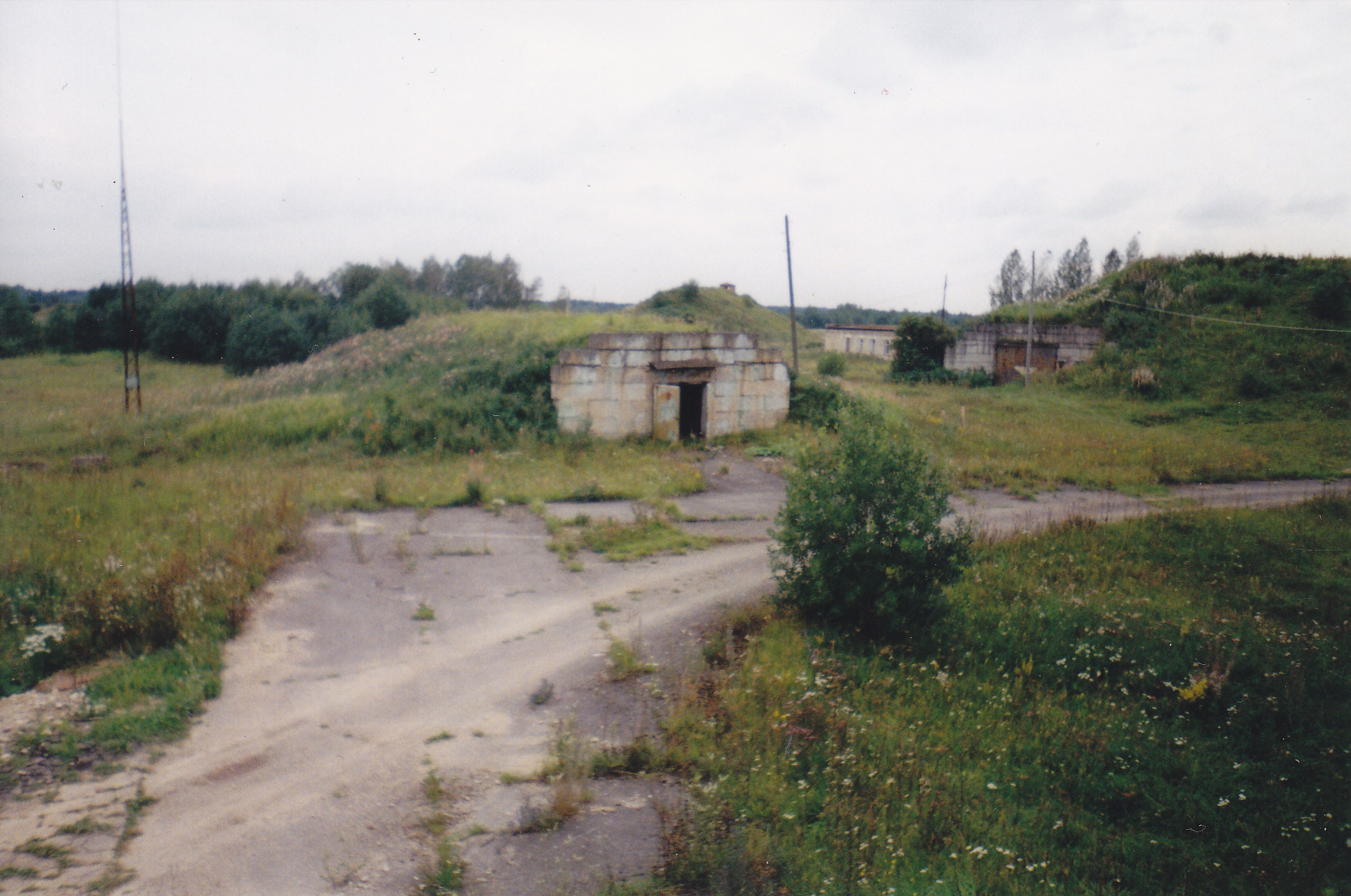
Хранилище 1-го боекомплекта

## В независимой Эстонии

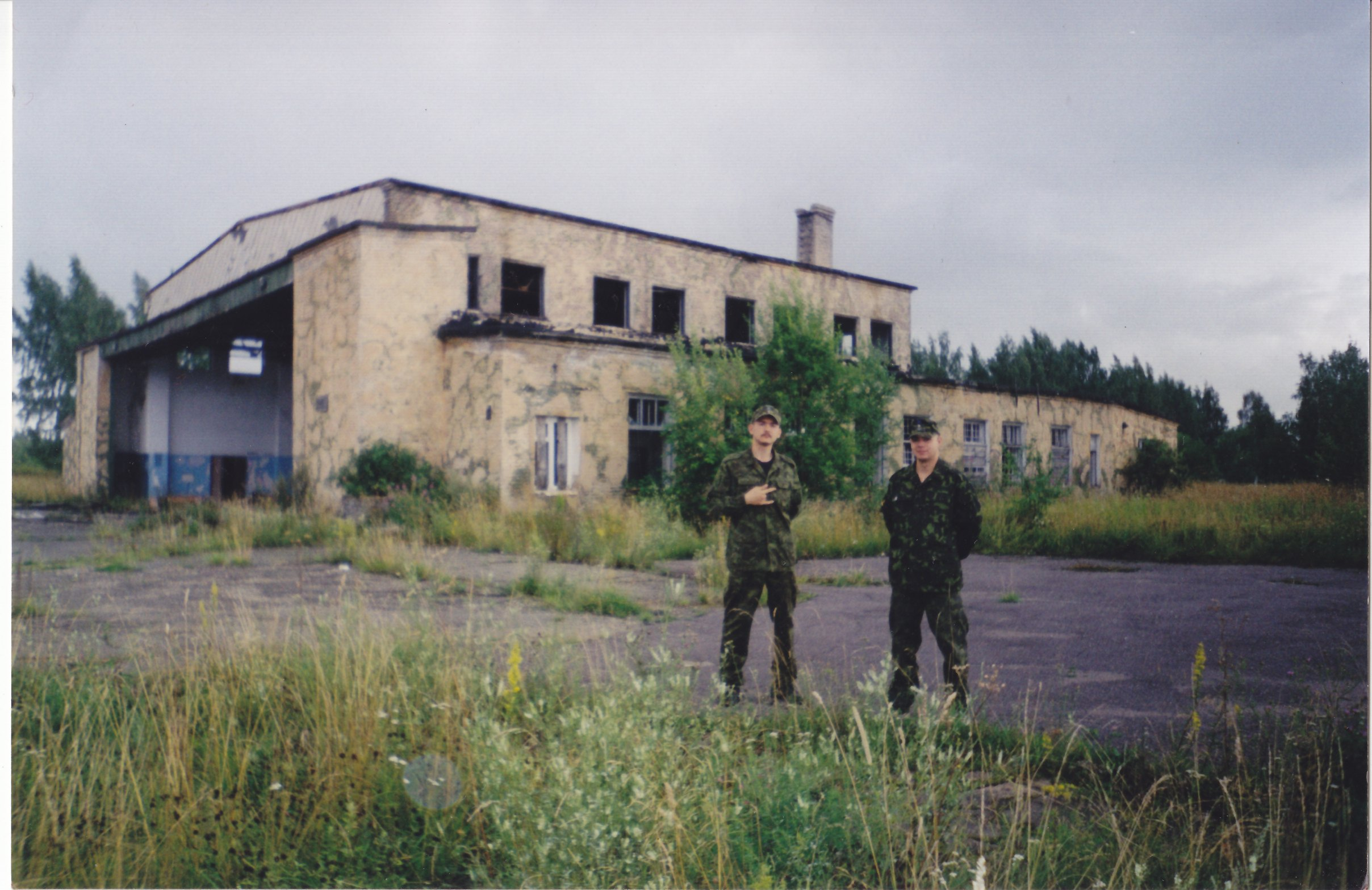
Пять лет, как русские ушли…

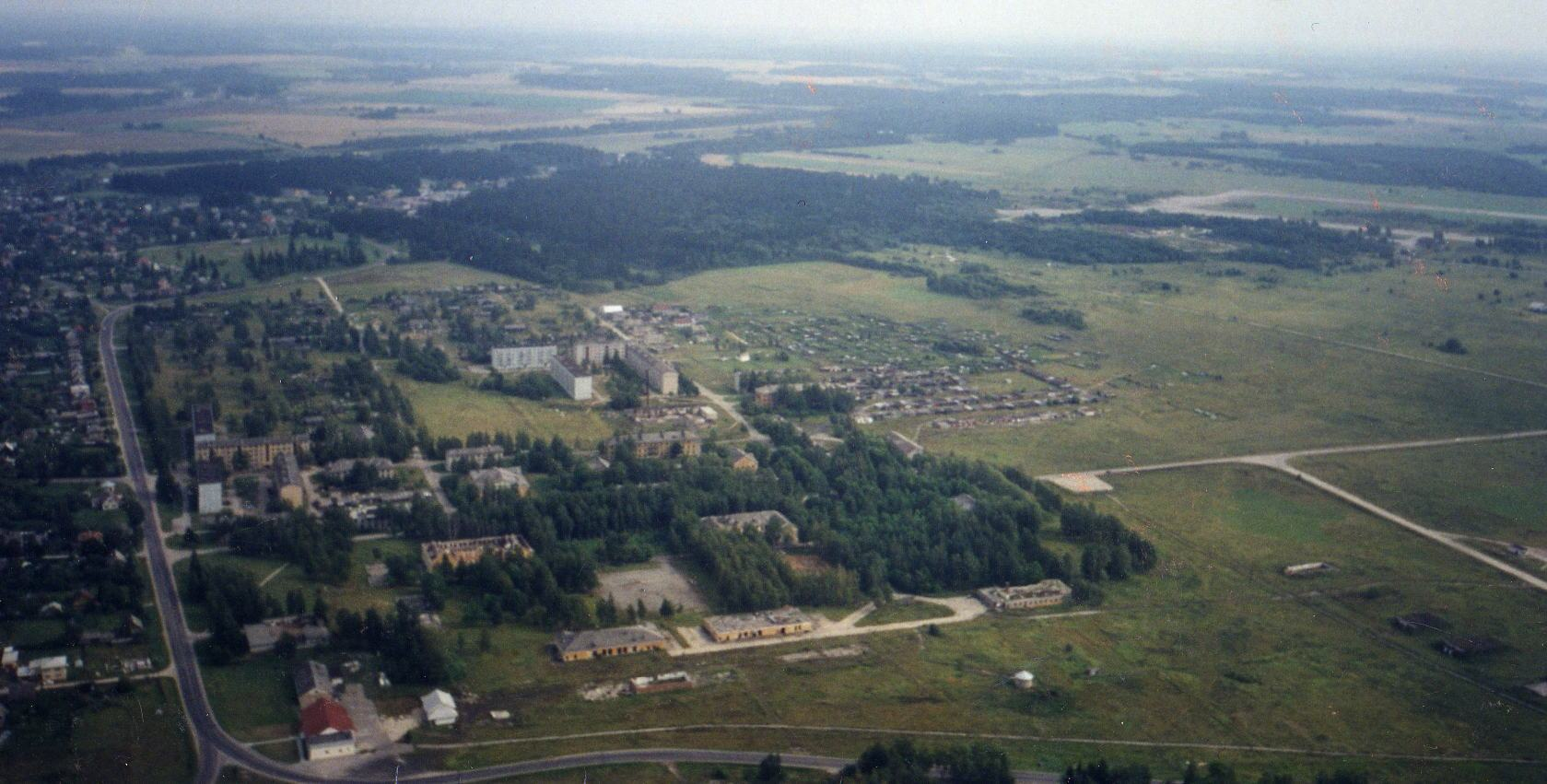
Казарменная зона аэродрома. За ней (разделены главной подъездной дорогой) — жилая зона (снимок 1997 г.)

С 1991 по 1993 годы производился вывод российских войск из Эстонии. Лётное поле и казарменная зона весной 1993 года были переданы Силам обороны Эстонии, жилая зона — городу Тапа. Казарменная зона не использовалась; с годами застройка почти вся была снесена. Сегодня на этой территории находится Дом престарелых в коттеджах. Лётное поле изначально использовалось местным аэроклубом. С вступлением Эстонии в НАТО началась частичная застройка лётного поля и расположение здесь артиллерийского полка Сил обороны. По своему прямому назначению в настоящее время аэродром не используется; средств обеспечения полётов здесь нет.